# 盖氏虎尾草
盖氏虎尾草（学名：Chloris gayana），又名非洲虎尾草，为禾本科虎尾草属下的一个种。它原产于非洲，但作为归化物种在整个热带和亚热带世界都可以找到。

## 扩展阅读
- 維基物種上的相關：盖氏虎尾草